# Boldumsaz
Boldumsaz est une ville du Turkménistan, capitale du district de Boldumsaz dans la province de Daşoguz.
Sa population était de 19 296 habitants en 1989.

## Source
- (en) Cet article est partiellement ou en totalité issu de l’article de Wikipédia en anglais intitulé « Boldumsaz » (voir la liste des auteurs).